# جائحة فيروس كورونا في مونتانا 2020
تأكد وصول جائحة كوفيد 19 إلى ولاية مونتانا الأمريكية يوم 14 مارس عام 2020. وحتى يوم 17 يونيو 2020، أكد قطاع الصحة العامة والخدمات البشرية بولاية مونتانا (MDPHHS) على وجود 630 حالةً إيجابيةً و20 حالة وفاة بالولاية.

## الخط الزمني

### مارس

#### 11 و12 مارس
في يوم 11 مارس، أعلن لاري هوغان، حاكم ولاية ماريلند، عن إصابة أحد المقيمين بدوام جزئي بولايتي ماريلند ومونتانا بفيروس كورونا المستجد في مقاطعة آن أروندل (ماريلند). وكانت مريضةً في السبعينيات من عمرها، وكانت مقيمةً بدوام جزئي بمقاطعة ليك (مونتانا)، وأعلنت مراكز السيطرة على الأمراض والوقاية منها (CDC) أن هذه الحالة ستعتبر الحالة الأولى لولاية مونتانا؛ نظرًا لأن مقاطعة ليك كانت محل إقامتها الرئيسي. ولكن لم تكن هذه السيدة في مونتانا منذ شهر نوفمبر 2019، ولم تخالط أي شخص من ولاية مونتانا. ولم يؤكد اعتبارها ضمن حالات ولاية مونتانا بشكل رسمي حتى الآن؛ إذ لم يعلن قطاع الصحة العامة والخدمات البشرية بولاية مونتانا عن هذه الحالة في إحصائياته الرسمية للحالات.
وفي يوم 12 مارس، صرح الحاكم ستيف بولوك بحالة الطوارئ في ولاية مونتانا. وعلى الرغم من عدم تأكيد إصابة أي حالات في الولاية آنذاك، ساعد هذا التصريح على استعداد الولاية والحكومات المحلية بها لمواجهة التأثير المستقبلي لهذا المرض على ولاية مونتانا.

#### 13 و14 مارس
في يوم 13 مارس، أعلن الحاكم بولوك عن وقوع أول أربع حالات لفيروس كورونا المستجد داخل ولاية مونتانا. وتضمنت الحالات مريضًا بمقاطعة غلاتين في الأربعينيات من عمره، والذي كان يسافر دوليًا، ومريضةً بمقاطعة يلوستون في الخمسينيات من عمرها وكانت تسافر دوليًا أيضًا، ومريضًا بمقاطعة سيلفير بو في الخمسينيات من عمره وسافر إلى واشنطن، ومريضًا بمقاطعة برودواتر في الخمسينيات من عمره وسافر إلى واشنطن أيضًا.
وفي نهاية يوم 14 مارس، أعلن مكتب حاكم الولاية عن حالتي إصابة إيجابيتين إضافيتين، وكان كلاهما من مقاطعة ميسولا: سيدة في الثلاثينيات من عمرها عُرف أنها كانت تعمل مفوَّضةً للتعليم العالي، ورجلًا في الخمسينيات من عمره. كانت المفوضة والمريض من مقاطعة سيلفير بو حاضرين في اجتماع أعضاء مجلس الجامعة بمدينة ديلون يوم 5 مارس حيث اعتُقد أن المفوضة تعرضت للعدوى.

#### 15 و16 مارس
أصدر الحاكم بولوك أمرًا تنفيذيًا في منتصف يوم 15 مارس لإغلاق كافة المدارس العامة بالولاية لمدة أسبوعين بدءًا من يوم 16 مارس حتى يوم 27 مارس. وعلاوةً على ذلك، أمر الحاكم بتعليق جميع الزيارات إلى دور التمريض باستثناء الزيارات إلى من يفارقون الحياة. اقترح الحاكم بولوك أيضًا حظر التجمعات التي تضم أكثر 50 شخصًا، ولكنه لم يفعل هذا. أعلنت مكتبة لويس أند كلارك عن إغلاقها بدءًا من يوم 17 مارس حتى إشعار آخر. أنهت المكتبة كافة متأخرات الدفع، ومدت تاريخ السداد لجميع الكتب حتى يوم 1 مايو.
خضعت مدينة هيلينا لحالة طوارئ لمدة عشرة أيام بأمر من العمدة ويلموت كولينز، بعد ظهر يوم 16 مارس. أعلن الحاكم بولوك عن تأكيد حالتي إصابة جديدتين في ولاية مونتانا: رجل من مقاطعة ميسولا، وسيدة من مقاطعة يلوستون، وكانت كلتا الحالتين في العشرينيات من عمرهما. زاد العدد الكلي للحالات بعد هذا الإعلان إلى ثماني حالات. أعلن أوستن فيتر، أسقف الأبرشية الرومانية الكاثوليكية في مدينة هيلينا، عن حظر كافة القداسات العامة، بالإضافة إلى التجمعات المتعلقة بها في الأبرشية، حتى إشعار آخر. وفي مؤتمر صحفي، أعلن الحاكم بولوك عن إصابة حالة إضافية في الولاية. وأعلن أيضًا عن إتاحة تقدم أصحاب المشروعات الصغيرة لقروض إدارة المشروعات الصغيرة (SBA)، وإعفاء مواطني مونتانا الذين لا يتمتعون بخدمات التأمين من تكاليف اختبارات فيروس كورونا المستجد.
وفي أواخر يوم 18 مارس، أعلن مكتب الحاكم بولوك عن إصابة حالتين إضافيتين بولاية مونتانا، ما رفع العدد الكلي للحالات بالولاية إلى 12 حالةً. كانت الحالتان مريضًا في الخمسينيات من عمره بمقاطعة ميسولا، ومريضًا في الستينيات من عمره بمقاطعة غلاتين.

#### 20 و21 مارس
في يوم 20 مارس، أعلن الحاكم بولوك عن التدابير التي ستغلق خدمات استقبال الزبائن لتناول الطعام، وجميع الأعمال التجارية الخاصة بالمشروبات الكحولية، والكازينوهات، بالإضافة إلى الأعمال التجارية الأخرى التي تقدم خدمات لمجموعة من الناس في آن واحد. بدأ الإغلاق في الثامنة مساء يوم الإعلان نفسه واستمر حتى منتصف الليل يوم 28 مارس.
وبحلول يوم 21 مارس، أكد قطاع الصحة العامة بولاية مونتانا إصابة ست حالات إضافية، ما رفع العدد الكلي للحالات بالولاية إلى 27 حالةً. أُكدت إصابة ثلاث حالات إضافية بمقاطعة كاسكيد مساء يوم 21 مارس، ليصبح العدد الكلي للحالات 30 حالةً على الأقل.

### مايو

#### 14 مايو
وجدت إحدى الدراسات الاستقصائية أن ولاية مونتانا «أقل الولايات تأثرًا» بمطالبات البطالة المتعلقة بكوفيد 19 في الولايات المتحدة.

### يونيو

#### 1 يونيو
في يوم 1 يونيو، انتقلت ولاية مونتانا إلى المرحلة الثانية من خطة إعادة الفتح.
فُتحت المداخل الثلاثة بمونتانا لحديقة يلوستون الوطنية في يوم 1 يونيو، بعد فتح المدخلين الجنوبي والشرقي، بولاية وايمونغ، في منتصف شهر مايو.
أعادت حديقة غلاسير الوطنية فتح مدخل بوابتها الغربية بمنطقة ويست غلاسير في يوم 8 يونيو.

## استجابة الحكومة
وضع عمدة هيلينا، ويلموت كولينز، المدينة في حالة طوارئ الكارثة المحلية يوم 16 مارس. فعلت حالة الطوارئ المُعلنة، والتي استمرت لمدة عشرة أيام، وحدات العلاج والاستجابة الموجودة في جميع خطط الكوارث بالمدينة. وسمح هذا أيضًا بإمكانية التصريح بحظر التجوال والحجر الصحي، ولكن صرح مسؤولو المدينة بأنهم لم يقرروا فرض كلتا الحالتين آنذاك.
أعلن الحاكم بولوك عن إغلاقات كبرى في المنشآت التي تستقبل أعدادًا كبيرةً من الناس، بما يشمل المطاعم، وأعمال المشروبات الكحولية، وبارات السيجار، وقاعات التمرينات، والنوادي الصحية، ودور السينما، والنوادي الليلية، وصالات البولينغ، والكازينوهات في يوم 20 مارس. سُمح للمطاعم في ظل هذا الأمر تقديم خدمة التوصيل إلى المنازل، أو خدمة تسليم الطعام الجاهز للزبائن دون استقبالهم داخل المطعم، بالإضافة إلى خدمة تسليم الطعام للزبائن دون مغادرة سياراتهم. سُمح أيضًا بتوصيل المشروبات الكحولية. بدأ تطبيق هذه القيود في الساعة الثامنة مساء اليوم نفسه على أن تنتهي فترة تطبيقها في الساعة 11:59 مساء يوم 27 مارس.
وقع الحاكم بولوك على أمرين تنفيذيين يوم 26 مارس لتطبيق أمر البقاء بالمنزل على جميع المقيمين في ولاية مونتانا بدءًا من منتصف الليل يوم 28 مارس حتى يوم 10 أبريل. ألزم الأمر التنفيذي أيضًا الأعمال التجارية غير الضرورية بالإغلاق الكامل.
في يوم 31 مارس، أعلن الحاكم بولوك أن قانون هيئة تمويل المرافق بمونتانا سيقدم تمويلًا «لمرافق الرعاية الصحية، والمرافق الطبية، والمرافق الأخرى المرتبطة بهما».
في يوم 3 أبريل، أعلن الحاكم بولوك أن مساعدات برنامج إعانة التغذية التكميلية لن تتطلب إجراء المقابلات. ستُجدد المساعدات «تلقائيًا لمدة سنة أخرى على طول فترة سريان حالة الطوارئ». وسُتضاعَف السلع المقدمة من خلال بنوك الطعام بواسطة الشركاء القبليين، والمراكز العليا.

### إعادة الفتح
في يوم 17 أبريل 2020، أعلن الحاكم عن تعاونه مع فرقة عمل مُعينة حديثًا لكوفيد 19 خلال فترة «إعادة الفتح التدريجي» لولاية مونتانا. يجب أن تحقق الولاية ثلاثة معايير لتبدأ إعادة الفتح:
- انخفاض مستمر في أعداد حالات كوفيد 19 الجديدة لمدة أربعة عشر يومًا.
- يجب أن تكون المستشفيات قادرةً على علاج جميع المرضى بأمان.
- يجب أن تكون ولاية مونتانا قادرةً على اختبار كافة المواطنين المصابين بأعراض كوفيد 19.

## الاختبار
في بداية شهر يونيو، بدأت الولاية إجراء الاختبار المجاني لجميع الأفراد الذين لا تظهر عليهم أعراض المرض على مستوى الولاية.

## التأثير

### السجون
في يوم 1 أبريل، أصدر الحاكم بولوك توجيهًا إلى المنشآت الإصلاحية بتعليق كافة عمليات نقل النزلاء الجدد إلى سجون قطاع الإصلاحيات لحماية نزلاء وطاقم هذه السجون.
حتى يوم 10 أبريل، ألزمت شركة كور سيفيك للسجون الخاصة نزلاء السجن بالتوقيع على تنازل من أجل الحصول على قناع للوجه، ما جعل موقف الشركة سليمًا أمام أي ادعاءات بخصوص الأقنعة. كان النزلاء العاملون في سجون قطاع الإصلاحيات لولاية مونتانا ينتجون الأقنعة لنزلاء السجون.
بحلول يوم 14 مايو، وُجدت حالتان إيجابيتان لكوفيد 19 من أصل سبعة نزلاء خضعوا للاختبار من سجن الولاية. وبدءًا من يوم 15 مايو، توفر إجراء 772 اختبارًا إضافيًا لفيروس كورونا المستجد شهريًا على النزلاء، وطاقم السجن، من الذين لا تظهر عليهم أعراض المرض في سجون ولاية مونتانا والمنشآت الإصلاحية.
في يوم 4 يونيو، طلبت اللجنة المؤقتة للقانون والعدالة من مدير قطاع الإصلاحيات تقديم خط زمني لاختبارات الترصد في كافة منشآت السجون، مع تقديم خطط توضح كيفية تعامل القطاع مع حالات التفشي.